# Европско првенство у атлетици у дворани 2011 — 3.000 метара за жене
Такмичење у дисциплини трчања на 3.000 м у женској конкуренцији на Европском првенству у атлетици 2011. у Паризу одржано је у 5. марта (квалификације) а 6. марта (финале). Учествовало је 18 такмичарки из 11 земаља.

## Сатница
| Датум   | Време |               |
| ------- | ----- | ------------- |
| 5. март | 11:30 | Квалификације |
| 6. март | 15:15 | Финале        |

## Земље учеснице
1. Азербејџан (1)
2. Ирска (1)
3. Италија (1)
4. Пољска (2)
5. Румунија (1)
6. Русија (3)
7. Турска (2)
8. Уједињено Краљевство (1)
9. Украјина (2)
10. Француска (1)
11. Шпанија (3)

## Рекорди
| Рекорди пре почетка Европског првенства 2009. | Рекорди пре почетка Европског првенства 2009. | Рекорди пре почетка Европског првенства 2009. | Рекорди пре почетка Европског првенства 2009. | Рекорди пре почетка Европског првенства 2009. |
| --------------------------------------------- | --------------------------------------------- | --------------------------------------------- | --------------------------------------------- | --------------------------------------------- |
| Светски рекорд                                | Месерет Дефар Етиопија                        | 8:23,72                                       | Штутгарт, Немачка                             | 3. фебруар 2007.                              |
| Европски рекорд                               | Лилија Шобухова Русија                        | 8:27,86                                       | Москва, Русија                                | 17. фебруар 2006.                             |
| Рекорди европских првенстава                  | Фернанда Рибеиро Португалија                  | 8:39,49                                       | Стокхолм, Шведска                             | 9. март 1996.                                 |
| Светски рекорд сезоне у дворани               | Сентајеху Еђигу Етиопија                      | 8:30,26                                       | Бирмингем, Уједињено Краљевство               | 19. фебруар 2011.                             |
| Европски рекорд сезоне у дворани              | Хелен Клидеро Велика Британија                | 8:39,81                                       | Бирмингем, Уједињено Краљевство               | 19. фебруар 2011.                             |

## Најбољи европски резултати у 2011. години
Десет најбољих европских атлетичарки на 3.000 метара у дворани 2011. године пре почетка првенства (4. марта 2011), имале су следећи пласман на европској и светској ранг листи. (СРЛ),
| 1.  | Хелен Клидеро      | Велика Британија | 8:39,81 | 19. фебруар | 6. СРЛ  |
| 2.  | Олесја Сирева      | Русија           | 8:41,35 | 16. фебруар | 7. СРЛ  |
| 3.  | Јелена Задорожна   | Русија           | 8:41,64 | 16. фебруар | 8. СРЛ  |
| 4.  | Силвија Ејдис      | Пољска           | 8:43,22 | 13. фебруар | 9. СРЛ  |
| 5.  | Сара Мореира       | Португалија      | 8:44,22 | 13. фебруар | 11. СРЛ |
| 6.  | Долорес Чека       | Шпанија          | 8:51,78 | 22. фебруар | 16. СРЛ |
| 7.  | Јелена Коробкина   | Русија           | 8:52,12 | 16. фебруар | 18. СРЛ |
| 8.  | Мери Кален         | Велика Британија | 8:53,01 | 19. фебруар | 19. СРЛ |
| 9.  | Џема Тертл         | Велика Британија | 8:57,24 | 12. фебруар | 22. СРЛ |
| 10. | Јевгенија Золотова | Русија           | 8:58,34 | 19. јануар  | 23. СРЛ |

Такмичари чија су имена подебљана учествовали су на ЕП 2011.

## Освајачи медаља
|                                  |                       |                             |
| Хелен Китро Уједињено Краљевство | Лидија Хојецка Пољска | Лајес Абдулајева Азербејџан |

Оборена су три лична рекорда.

## Стартна листа
Табела представља листу такмичарки пре почетка првенства у трци на 3.000 метара у дворани са њиховим најбољим резултатом у сезони 2011, личним рекордом и националним рекордом земље коју представљају.
| Група | Стаза | Атлетичарка       | Земља                | ЛР      | ЛРС     | НР      |
| ----- | ----- | ----------------- | -------------------- | ------- | ------- | ------- |
| 1.    | 1.    | Силвија Вестернер | Италија              | 8:44,81 | 9:22,39 | 8:44,81 |
| 1.    | 2.    | Паула Гонзалез    | Шпанија              | 9:09,20 | 9:09,20 | 8:40,98 |
| 1.    | 3.    | Мери Кален        | Ирска                | 8:43,74 | 8:53,01 | 8:43,74 |
| 1.    | 4.    | Наталија Тобијас  | Украјина             | 9:05,89 | 9:05,89 | 8:42,20 |
| 1.    | 5.    | Јелена Задорожна  | Русија               | 8:40,15 | 8:41,64 | 8:27,86 |
| 1.    | 6.    | Султан Хајдар     | Турска               | 9:15,76 |         | 8:46,50 |
| 1.    | 7.    | Долорес Чека      | Шпанија              | 8:51,78 | 8:51,78 | 8:40,98 |
| 1.    | 8.    | Кристин Бардел    | Француска            | 9:00,64 | 9:00,64 | 8:41,63 |
| 1.    | 9.    | Олесја Сирева     | Русија               | 8:29,00 | 8:41,35 | 8:27,86 |
|       |       |                   |                      |         |         |         |
| 2.    | 1.    | Наталија Попкова  | Русија               | 8:58,50 | 8:58,50 | 8:27,86 |
| 2.    | 2.    | Силвија Ејдис     | Пољска               | 8:43,22 | 8:43,22 | 8:38,21 |
| 2.    | 3.    | Лидија Хојецка    | Пољска               | 8:38,21 | 8:44,25 | 8:38,21 |
| 2.    | 4.    | Хелен Клитро      | Уједињено Краљевство | 8:39,81 | 8:39,81 | 8:31,50 |
| 2.    | 5.    | Свитлана Шмит     | Украјина             | 9:06,13 | 9:06,13 | 8:42,20 |
| 2.    | 6.    | Лајес Абдулајева  | Азербејџан           | 8:49,65 |         | 8:49,65 |
| 2.    | 7.    | Роксана Барка     | Румунија             | 9:08,92 | 9:08,92 | 8:32,88 |
| 2.    | 8.    | Алемиту Бекеле    | Турска               | 8:46,50 |         | 8:46,50 |
| 2.    | 9.    | Соња Бејарано     | Шпанија              | 9:09,55 | 9:10,20 | 8:40,98 |

## Резултати

### Квалификације
Такмичарке су подељене у 2 групе по 9. У финале су ишле по 4 првопласиране из сваке групе (КВ) и 4 према постигнутом резултату (кв).
| Плас. | Група | Стаза | Атлетичарка       | Земља                | Време   | Белешка |
| ----- | ----- | ----- | ----------------- | -------------------- | ------- | ------- |
| 1.    | 2     | 6     | Лајес Абдулајева  | Азербејџан           | 9:00,80 | КВ      |
| 2.    | 2     | 4     | Хелен Клитро      | Уједињено Краљевство | 9:01,45 | КВ      |
| 3.    | 1     | 6     | Султан Хајдар     | Турска               | 9:03,50 | КВ, ЛР  |
| 4.    | 1     | 5     | Јелена Задорожна  | Русија               | 9:04,03 | КВ      |
| 5.    | 1     | 7     | Долорес Чека      | Шпанија              | 9:04,06 | КВ      |
| 6.    | 1     | 9     | Олесја Сирева     | Русија               | 9:04,06 | КВ      |
| 7.    | 1     | 4     | Наталија Тобијас  | Украјина             | 9:05,57 | кв, ЛР  |
| 8.    | 2     | 3     | Лидија Хојецка    | Пољска               | 9:06,44 | КВ      |
| 9.    | 1     | 8     | Кристин Бардел    | Француска            | 9:08,15 | кв      |
| 10.   | 1     | 2     | Паула Гонзалез    | Шпанија              | 9:10,37 | кв      |
| 11.   | 2     | 1     | Наталија Попкова  | Русија               | 9:13,85 | КВ      |
| 12.   | 2     | 7     | Роксана Барка     | Румунија             | 9:17,29 | кв      |
| 13.   | 1     | 1     | Силвија Вестернер | Италија              | 9:19,96 | ЛРС     |
| 14.   | 2     | 9     | Соња Бејарано     | Шпанија              | 9:28,31 |         |
| 15.   | 2     | 5     | Свитлана Шмит     | Украјина             | 9:43,62 |         |
| —     | 2     | 2     | Силвија Ејдис     | Пољска               | НЗ      |         |
| —     | 2     | 8     | Алемиту Бекеле    | Турска               | НЗ      |         |
|       | 1     | 3     | Мери Кален        | Ирска                | НС      |         |

### Финале
,

| Плас. | Атлетичарка      | Земља                | Време   | Белешка |
| ----- | ---------------- | -------------------- | ------- | ------- |
|       | Хелен Клидеро    | Уједињено Краљевство | 8:56,66 |         |
|       | Лидија Хојецка   | Пољска               | 8:58,30 |         |
|       | Лајес Абдулајева | Азербејџан           | 9:00,37 | ЛРС     |
| 4.    | Долорес Чека     | Шпанија              | 9:02,18 |         |
| 5.    | Наталија Тобијас | Украјина             | 9:02,94 | ЛР      |
| 6.    | Наталија Попкова | Русија               | 9:03,42 |         |
| 7.    | Јелена Задорожна | Русија               | 9:06,44 |         |
| 8.    | Султан Хајдар    | Турска               | 9:08,84 |         |
| 9.    | Роксана Барка    | Румунија             | 9:09,19 |         |
| 10.   | Кристин Бардел   | Француска            | 9:10,40 |         |
| 11.   | Паула Гонзалес   | Шпанија              | 9:20.32 |         |
|       | Олесја Сирева    | Русија               | 8:56,69 | Диск.   |

### Пролазна времена у финалу
| Дистанца | Атлетичарка      | Земља                | Време   |
| -------- | ---------------- | -------------------- | ------- |
| 1.000 м  | Јелена Задорожна | Русија               | 3:07,51 |
| 2.000 м  | Хелен Клитро     | Уједињено Краљевство | 6:06,10 |